# 上田紗奈
上田 紗奈（うえだ さな、1996年7月13日 - ）は、大阪府大阪市出身のボートレーサー。
123期。登録番号は5057。身長156cm。血液型O型。実兄は117期の上田龍星。大阪府教育センター附属高等学校卒業。同期には前田滉、山崎小葉音、数原魁らがいる。

## 来歴
- 2018年11月、住之江競艇で開催された「2018サザンカップ」でデビュー。初出走は6号艇6コースから6着。
- 2020年2月23日、びわこ競艇で開催された「男女W優勝戦e−radioLAKESIDECUP」5レースで、4号艇4コースからまくり差しを決めて水神祭を飾る。3連単は54番人気の4-5-3、3万1480 円。
- 2020年7月25日、住之江競艇の「第31回アクアクイーンカップ」で初優出（5号艇5コースから3着）。
- 2023年8月27日、蒲郡競艇で開催された「男女W優勝戦　名古屋グランパス鯱の大祭典CUP」で1号艇1コースから逃げを決め、初優勝を飾る[1]。

## 人物・エピソード
- 養成所時代の勝率は3.80[2]。
- 師匠は夏山亮平。
- 趣味はBMX、旅行、ドライブ[2]。
- 好きな食べ物:スイーツ、焼き肉、チーズ料理。
- 小学3年生から高校1年生までBMX選手として、全国を回っていた[3]。当時は兄・龍星もBMX選手であり、紗奈によれば「一番身近なライバル」であった[4]。
- 高校卒業後にオーストラリアへの留学資金を稼ぐためアルバイトをしていたが、兄・龍星のデビュー戦の賞金明細を見て、賞金の高さに惹かれてボートレーサーを志す[5]。その後現地でホームシックとなり、本来は1年間の予定を3ヶ月で切り上げて帰国した[4]。
- 2024年現在は一人暮らしだが、住居が実家から至近距離のため、両親からのチェックが厳しいという[4]。
- 競艇選手では土屋南と仲が良い。ボートレーサー養成所の入所は土屋が4期先輩だが、年齢は同じということで、2024年現在はタメ口で話す仲[6]。